# شرفة الهاوية
شرفة الهاوية رواية من سلسلة روايات الشرفات للأديب العربي الفلسطيني إبراهيم نصر الله. صدرت الرواية لأوّل مرة عام 2013 عن الدار العربية للعلوم ناشرون. ودخلت الرواية في القائمة الطويلة للجائزة العالمية للرواية العربية لعام 2014, المعروفة بجائزة «بوكر».

## الشرفات
مشروع «الشرفات» الروائي يضم عددًا من الروايات لكل منها استقلالها التام عن الأخرى، وهو الوجه الآخر لمشروع ملحمة الملهاة الفلسطينية.

## حول الرواية
«وزير متنفّذ»، و«أستاذ جامعي»، و«محامية»، شخصيات ثلاث منقسمة، في واقع منقسم، تتحرك في مدى زمني يمتد عشرين عاماً ما قبل الثورات العربية، حتى لحظة الانفجار الكبير. حيث المتنفّذُ لا يتقن شيئاً مثلما يتقن انتهاك الأوطان، والأستاذ الجامعي لا يتقن شيئاً مثلما يتقن التحرّش بطالباته، والمحامية لا تتقن شيئاً مثلما تتقن افتقادها لتحقيق العدالة لنفسها! وفي خلفية الصورة، يبدو الهامش البشري، تحت الحصار، وحده القادر على مقاومة ذلك كله بمكر المغلوبين!. هي رواية عن طبقات النفس الإنسانية مثلما هي عن طبقات بناء السلطة العربية، وقدرتها الفائقة على تغيير ظاهرها، دون أن يتغير في مضمونها شيء يُذكر.

## إقتباسات من الرواية
تتصدّر الرواية العتبة النصية التالية:
| شرفة الهاوية | هناك معارك خاسرة نخوضها ونُهزم فيها بقسوة لا تحتملها مكانتنا، ولا ظروفنا، ولكننا نخوضها من جديد. كلما فتحت لنا الهاوية شرفتها! | شرفة الهاوية |